# Sipalolasma greeni
Sipalolasma greeni is een spinnensoort uit de familie Barychelidae. De soort komt voor in Sri Lanka.